# Kuala Pilah (district)
Kuala Pilah is een district in de Maleisische deelstaat Negeri Sembilan.
Het district telt 117.000 inwoners op een oppervlakte van 110 km².